# Teleoceras

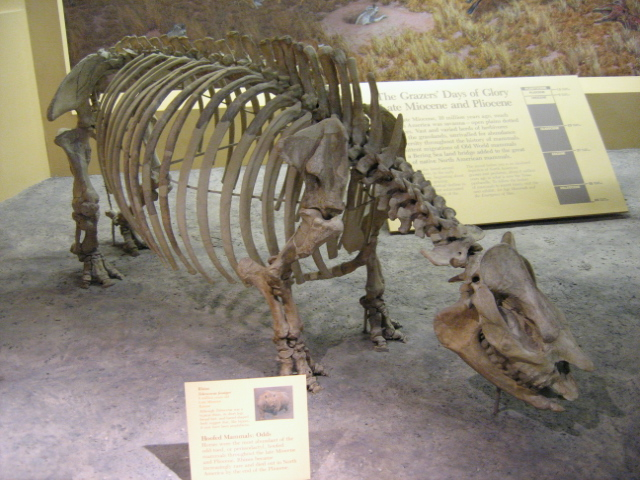
Fosílie Teleocerase

Teleoceras je vyhynulý rod nosorožce žijící v třetihorách v období miocénu a pliocénu. Jeho fosílie byly nalezeny v Severní Americe (v USA a v Mexiku) a jihozápadní Francii. V Nebrasce bylo nalezeno několik takřka kompletních fosílií tohoto rodu.

## Popis
Teleoceras měl velmi krátké silné končetiny a dlouhé, protáhlé, mohutné tělo podobné spíše hrochovi, než dnešním nosorožcům. Na čenichu měl krátký kuželovitý roh. Žil zřejmě, podobně jako dnešní hroch, obojživelným způsobem života. Vážil takřka dvě tuny.

## Druhy
- Teleoceras americanum †
- Teleoceras brachyrhinum †
- Teleoceras hicksi †
- Teleoceras fossiger †
- Teleoceras guymonenese †
- Teleoceras major †
- Teleoceras medicornutum †
- Teleoceras meridianum †
- Teleoceras proterum †